# فیلم اسلشر

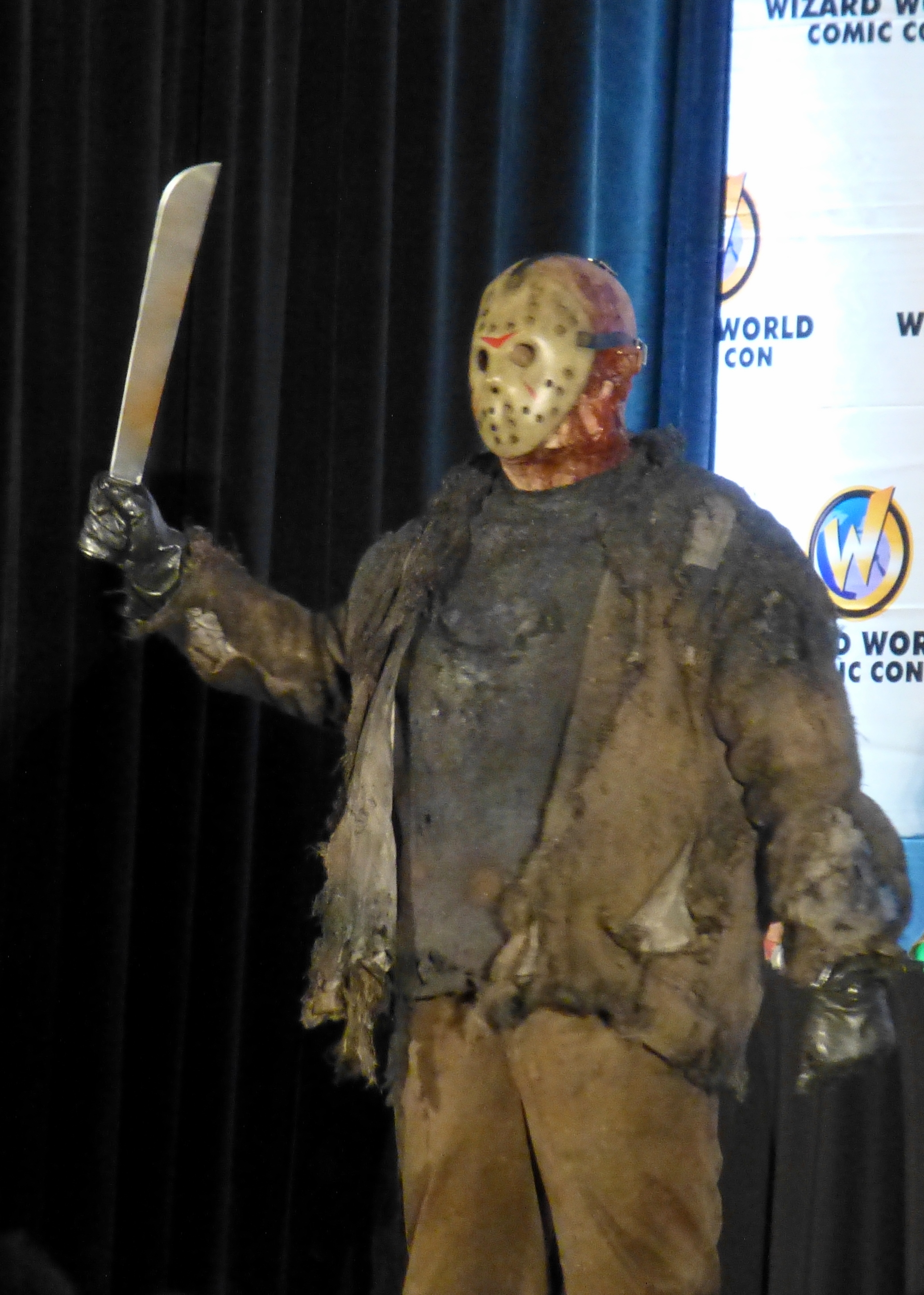
کاسپلی ای از فیلم Friday the 13th

فیلم سلاخی یا فیلم اسلشر (به انگلیسی: Slasher Film) ژانری از فیلم‌های ترسناک است که در آن، قاتلی که معمولاً دچار مشکلات روانی است با استفاده از ابزار تیغه‌ای یک یا چند قربانی را به قتل می‌رساند. هدف کلی این فیلم‌ها به تصویر کشیدن خشونت است. اگرچه ممکن است اصطلاح «اسلشر» گهگاه به‌طور غیررسمی به‌عنوان یک اصطلاح عمومی برای هر فیلم ترسناکی که شامل قتل باشد، به کار رود، تحلیل‌گران فیلم به مجموعهٔ مشخصی از خواص اشاره می‌کنند که فیلم‌های اسلشر را از سایر زیر ژانرهای ترسناک دیگر مانند فیلم‌های اسپلتر و وحشت روان‌شناختی متمایز می‌کند.
منتقدان از فیلم‌های ایتالیایی جالو و فیلم‌های ترسناک روان‌شناختی مانند چشم‌چران (۱۹۶۰) و روانی (۱۹۶۰) به عنوان تأثیرات اولیه یاد می‌کنند. این ژانر بین سال‌های ۱۹۷۸ تا ۱۹۸۴ در دوره‌ای به اوج خود رسید که از آن به عنوان «عصر طلایی» فیلم‌های اسلشر یاد می‌شود. برخی از فیلم‌های اسلشر برجسته کشتار با اره‌برقی در تگزاس (۱۹۷۴)، کریسمس سیاه (۱۹۷۴)، هالووین (۱۹۷۸)، جمعه سیزدهم (۱۹۸۰)، کابوس در خیابان الم (۱۹۸۴)، بازی بچگانه (۱۹۸۸)، کندی‌من (۱۹۹۲)، جیغ (۱۹۹۶) و می‌دانم تابستان پیش چه کردی (۱۹۹۷) هستند. بسیاری از فیلم‌های اسلشر که دهه‌های پیش اکران شدند همچنان طرفداران فرقه‌ای را به خود جلب می‌کنند. بخش‌های اصلی اسلشر را می‌توان به سه دوره تقسیم کرد: دوره کلاسیک (۱۹۷۴–۱۹۹۳)، خود ارجاعی (۱۹۹۴–۲۰۰۰) و چرخه نئو اسلشر (۲۰۰۱–۲۰۱۳).

## تعریف
فیلم‌های اسلشر معمولاً از یک فرمول خاص پیروی می‌کنند: یک اقدام اشتباه گذشته باعث آسیب شدیدی می‌شود که با بزرگداشت یا سالگردی تقویت می‌شود که قاتل را دوباره فعال می‌کند یا الهام می‌بخشد. این فیلم‌ها که حول سکانس‌های یواشکی تعقیب کردن و قتل ساخته شده‌اند، بر احساسات مخاطب از کاتارسیس، تفریح، و جابه‌جایی که مربوط به لذت جنسی است، تکیه می‌کنند.

## تروپ‌های رایج
آخرین دختر داستان در مطالعات فیلم به عنوان یک زن جوان (گاهی یک مرد جوان) مورد بحث قرار می‌گیرد که در پایان فیلم با پیشرفت‌های قاتل روبرو می‌شود. لوری استرود (جیمی لی کرتیس)، قهرمان در هالووین، نمونه‌ای از یک دختر پایانی معمولی است. دختران آخر اغلب، مانند لوری استرود، باکره‌ها در میان نوجوانان فعال جنسی هستند.
چندین شخصیت شرور از فیلم‌های اسلشر طوری رشد کردند که خواص شخصیت اصلی داستان را گرفتند، این فیلم‌ها به جای قربانیان قتل، تلاش‌های مستمر یک شرور را دنبال می‌کرد (به عنوان مثال، مایکل مایرز، فردی کروگر، جیسون وورهیس، چاکی، و صورت‌چرمی).  سیدنی پرسکات (نیو کمپبل) قهرمان سری فیلم‌های جیغ یکی از موارد نادر است که در آن فیلم قهرمان خود را دنبال می‌کند تا چهره شبح قاتل نقاب‌دار، که هویتش از فیلمی به فیلم دیگر تغییر می‌کند و تنها در پایان هر ورودی آشکار می‌شود.